# Ландол
Ландол (словен. Landol) — поселення в общині Постойна, Регіон Нотрансько-крашка, Словенія. Висота над рівнем моря: 540,9 м.